# Wilhelm Adams
Wilhelm Adams (*  17. Januar 1896 in Hamborn; † 29. September 1984) war ein deutscher Dirigent, Chorleiter und Komponist.

## Leben
Wilhelm Adams studierte nach dem Abitur bei Fritz Volbach in Münster. Er nahm als Soldat am Ersten Weltkrieg teil. Ab 1920 studierte er an der Staatlichen Akademischen Hochschule für Musik in Berlin, einer Vorgängerinstitution der heutigen Universität der Künste, Orchester- und Chorleitung, Klavier, Orgel, Gesang und Komposition. Nach seiner Rückkehr ins Ruhrgebiet wirkte er vor allem als Dirigent und Chorleiter. Er war Musikdirektor und Dirigent des Musikvereins Oberhausen und leitete regelmäßig die Städtischen Orchester Duisburg und Essen und das Rheinisch-Westfälische Sinfonieorchester. 
1934 wurde er Kapellmeister am Reichssender Köln. Im Zweiten Weltkrieg nahm er am Russlandfeldzug teil. In Charkow wurde er Operndirektor. 1943 geriet er in Stalingrad in russische Gefangenschaft. Hier komponierte er zahlreiche Lieder, veranstaltete Dichterlesungen und organisierte Theateraufführungen. Durch dieses Engagement konnte er für sich bessere Lebensbedingungen erreichen. Schließlich wurde er 1948 freigelassen. Er kam 1950 nach Düsseldorf und wurde dort Musikdirektor, Geschäftsführer und künstlerischer Berater der Arbeitsgemeinschaft Kultureller Organisationen Düsseldorf e.V.. 1976 wurde ihm das Bundesverdienstkreuz verliehen.

## Werke (Auswahl)
- Ländliche Bilder für Oboe oder Englischhorn und Klavier, Schott, Mainz, 1954 OCLC 1061606592 I Das alte Schloss II Lustige Dorfgeschichten III Einsamer Bauernhof IV Der Schwerizermann (Alter Hirtentanz)
- Pusztalieder für gemischten Chor, Sopran-, Alt-, Baritonsolo und Orchester. Die Texte wurden von Franz Peter Kürten zusammengestellt. Die Uraufführung des Werks wurde unter der Leitung von Josef Breuer im März 1940 in einer Sendung mit Musik im Felde stehender Komponisten vom Reichssender Köln ausgestrahlt.[2]
- Eifelsuite für Oboe und Klavier. Das Werk wurde am 20. März 1940 in einer Sendung mit Musik im Felde stehender Komponisten vom Reichssender Köln ausgestrahlt.[3]